# Соната для альта и фортепиано (Глинка)
«Соната для альта и фортепиано» — музыкальное произведение М. И. Глинки, написанное в 1825—1828 годах. В 1852 году Глинка ещё раз вернулся к сонате, однако она осталась незаконченной. Долгое время соната оставалась вне сферы внимания исследователей и лишь в 1931 году была повторно открыта и завершена В. В. Борисовским. Первые исполнение и публикация состоялись в 1932 году, после чего соната прочно вошла в альтовый репертуар.

## История

### Создание
Все камерные ансамбли Глинки написаны в период с 1822 по 1832 год; в более позднем творчестве к инструментальным ансамблям он не обращался. Тем не менее Л. Н. Раабен полагает, что ансамблевое творчество, которым Глинка много занимался в юности, стало своего рода лабораторией для овладения основами симфонизма.

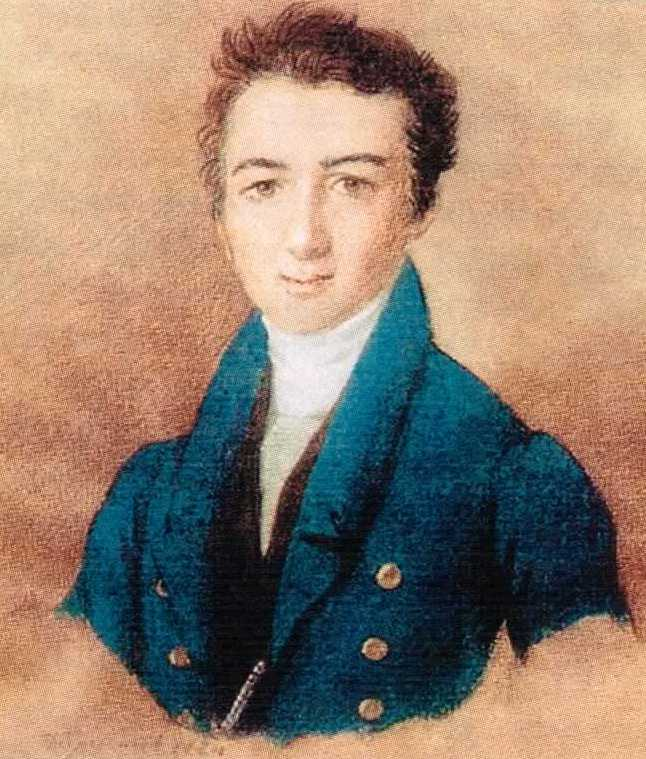
Михаил Глинка. Портрет работы М. И. Теребенёва. 1824

Сонату для альта и фортепиано, начатую в 1825 году, сам композитор впоследствии выделял среди своих ранних сочинений. В своих «Записках» (завершённых в 1855 году) он писал, вспоминая события 1825 года (Глинка жил тогда в Петербурге): «Около этого времени я написал первое Allegro сонаты d-moll для фортепиано с альтом; это сочинение опрятнее других, и я производил эту сонату с Бёмом и Лигле; в последнем случае я играл на альте. Adagio написано было позже, a Rondo, которого мотив в русском роде памятен мне до сих пор, я и не принимался писать (я поместил его недавно в детской польке)». Партнёры по исполнению сонаты, упоминаемые в этом фрагменте, — это Франц Бём, концертмейстер оркестра Петербургских императорских театров и учитель Глинки по скрипке, и пианистка по фамилии Лигле, приглашённая княгиней Е. Хованской из Вены для обучения её детей игре на фортепиано.
Второе упоминание о сонате в «Записках» относится к описанию мая 1828 года: «… в эти немногие дни я писал Adagio (B-dur) d-moll сонаты и помню, что в этой пьесе был довольно ловкий контрапункт». Наконец, в третий раз Глинка вернулся к сонате в 1852 году, переписав и заново отредактировав первую часть и фрагменты второй. Это, несомненно, свидетельствует о том значении, которое композитор придавал своему раннему сочинению, однако, по невыясненным причинам, соната осталась незаконченной.

### Повторное открытие и завершение Борисовским
Сохранились три рукописных варианта первой и второй частей сонаты, однако рукопись более ста лет пролежала в Императорской публичной библиотеке, не привлекая внимания исследователей. Лишь в 1931 году В. В. Борисовский, основоположник советской альтовой школы, приступил к работе с автографами. Она значительно осложнялась наличием трёх разных вариантов, два из которых к тому же представляли собой черновики со множеством поправок. В итоге за основу был взят третий, наиболее совершенный.
Перед Борисовским встала и другая непростая задача: досочинить недостающие 40 тактов фортепианной партии во второй части сонаты (Глинка полностью выписал лишь партию альта) и каким-то образом сгладить отсутствие финала. Максимально бережно подойдя к творению Глинки, он дописал недостающий фрагмент с опорой на темы второй и первой частей и таким образом циклически замкнул произведение. В 1932 году соната впервые была опубликована в редакции Борисовского.
Тогда же, в 1932 году, состоялась концертная премьера сонаты в исполнении самого Борисовского и пианистки Е. А. Бекман-Щербиной. Позднее Борисовский также записал сонату на радио (партию фортепиано исполнял А. Б. Гольденвейзер). В конце концов соната Глинки, обладающая несомненными художественными достоинствами, заняла заметное место в альтовом репертуаре.

## Общая характеристика
Известно, что Глинка с детства учился играть на скрипке и не расставался с ней на протяжении всей своей жизни (хотя сольных произведений для этого инструмента не писал). Играл он также и на альте, однако достоверно неизвестно, почему в своей сонате он обратился именно к этому инструменту. Альт в то время редко использовался в сольной концертной практике, и хотя ко времени создания сонаты европейскими композиторами уже был написан ряд выдающихся произведений для этого инструмента, практически все они не могли быть известны Глинке. Возможно, его привлекало густое, кантиленное, «элегичное» звучание альта, соответствовавшее романтическому замыслу сонаты. Вместе с тем примечательно, что в авторской рукописи имеется подзаголовок «Sonate pour le piano-forte avec accompagnement d’alto-viola ou violon» («Соната для фортепиано с аккомпанементом альта или скрипки») — отсюда следует, что фортепиано Глинка отводил ведущую роль.
Исследовательница творчества Глинки О. Е. Левашёва отмечает близость альтовой сонаты, написанной в 1825 году, к вокальной лирике, создававшейся композитором в тот же период (романс «Не искушай» и пр.). По словам Левашёвой, всё в этой сонате «наполнено чисто русской распевностью, ощущением живой вокальной интонации, вокального мелоса».
Первая часть сонаты — Allegro moderato — начинается в элегическом ключе. В ней особо примечательна главная тема, которая на протяжении 39 тактов проводится попеременно то у альта, то у фортепиано. Сопоставление рукописных вариантов сонаты свидетельствует о том, что Глинка долго работал над этой темой, о которой М. Гринберг писал, что это «едва ли не одна из вершин творчества Глинки 20-х годов». Главной теме близка по характеру и побочная, звучащая мечтательно и нежно и отличающаяся такой же широкой распевностью. Контраст им создают лёгкие, виртуозные «связующие» пассажи у фортепиано. Л. Н. Раабен замечает, что первая часть сонаты — «новый для того времени вид песенно-мелодического сонатного allegro».
Вторая часть — Larghetto ma non troppo — имеет более сдержанный, медитативный характер. Однако весь её мелодический строй и характерные обороты говорят о тесной связи с первой, более динамичной, частью. Сопоставляя в этой части две темы — спокойную мажорную и взволнованную минорную — Глинка создаёт оригинальную композицию: двойную двухчастную форму.
О. Е. Левашёва предполагает, что именно лирический склад сонаты, полностью отвечавший устремлениям Глинки раннего периода творчества, и помешал ему завершить произведение традиционным подвижным финалом: лирическое высказывание состоялось и, в сущности, не требовало продолжения. Вместе с тем в «Записках» сам Глинка упоминает о том, что тему, предназначавшуюся для финала, он использовал затем в «Детской польке» 1854 года. Признавая неопровержимость этого свидетельства, Левашёва замечает тем не менее, что, зная эту «бесхитростную фортепианную пьеску», трудно поверить в возможность соседства её игривой «темки» с «лирически-возвышенными» темами альтовой сонаты.
Л. Н. Раабен полагает, что в альтовой сонате наметилась та образно-интонационная линия, которая впоследствии приведёт к знаменитому «Вальсу-фантазии». По его словам, «Мир душевности, лиризма сонаты для альта с фортепьяно — первая ласточка глинкинского, глубоко человечнейшего мира чувств, который раскроется в „Вальсе-фантазии“».